# Chassagne-Montrachet
Chassagne-Montrachet là một xã trong tỉnh Côte-d'Or, thuộc vùng Bourgogne-Franche-Comté của nước Pháp, có dân số là 472 người (thời điểm 1999). Cũng gần như tất cả các làng của Bourgogne đã thêm vào tên Chassagne tên của vùng rượu vang nổi tiếng Montrachet (năm 1879).

## Nhân khẩu học
| 1962 | 1968 | 1975 | 1982 | 1990 | 1999 |
| ---- | ---- | ---- | ---- | ---- | ---- |
| 434  | 504  | 446  | 454  | 431  | 472  |